# سیو

سیو شهری در شهرستان اوری در استان باله در بورکینافاسوی جنوبی است و جمعیت آن ۲۵۳۱ نفر است.